# 劉玉璞 (中國畫家)
劉玉璞（1946年—），出生於山東省濟南市，山東省聊城市人，中國著名山水畫畫家，曾就讀於魯迅美術學院國畫系，現任山東美術館專業畫家，國家一級美術師。劉玉璞的畫作曾被北京人民大會堂、中南海收藏，也曾先後應邀到韓國、東南亞等多國展出。